# Louis Courajod
Louis Charles Léon Courajod, né le 22 février 1841 à Paris où il est mort dans le 16e arrondissement le 26 juin 1896, est un historien d'art français, archiviste paléographe et conservateur au musée du Louvre, connu principalement pour ses études sur l'art gothique.

## Biographie
À sa sortie de l'École impériale des chartes, il travaille au Cabinet des Estampes (1867-1874), avant d'être nommé au Louvre, chargé des sculptures et objets d'art du Moyen Âge en 1874
Il est conservateur adjoint des Musées nationaux au Louvre en 1879 et directeur du Département de sculpture du Moyen Âge, de la Renaissance et des Temps modernes de 1893 à 1896. Il est l'un des fondateurs de l'École du Louvre en 1882.
Louis Courajod a inventé l'expression « gothique international » pour désigner cette « gothicité universelle » par laquelle les terres franco-flamandes, à la fin du XIVe siècle jusqu'au milieu du siècle suivant, ont développé un art marqué par le cosmopolitisme, en opposition avec la peinture de Giotto et de ses suiveurs, expression reprise ensuite à Vienne pour qualifier le style commun de l'Europe occidentale et centrale autour du XIVe siècle.
Louis Courajod a cherché à contredire les thèses selon lesquelles c'est  l'influence italienne qui aurait suscité l'art de la  Renaissance. Selon lui, toutes les innovations essentielles de la culture et des arts sont à chercher non pas en Italie mais dans la France du Nord et aux Pays-Bas, l'Italie n'ayant fait qu'ajouter un vernis antiquisant sur l'œuvre accomplie.

## Principales publications
- Histoire de l'enseignement des arts du dessin au XVIIIe siècle. L'École royale des élèves protégés, précédée d'une étude sur le caractère de l'enseignement de l'art français aux différentes époques de son histoire, et suivie de documents sur l'École royale gratuite de dessin fondée par Bachelier (1874)
- Musée de sculpture comparée. Palais du Trocadéro. Catalogue raisonné (1892)
- Alexandre Lenoir, son journal et le Musée des monuments français (3 volumes, 1878-1887)
- Jean Warin, ses œuvres de sculpture et le buste de Louis XIII du musée du Louvre (1881), ill. par Charles Kreutzberger.
- Histoire du département de la sculpture moderne au Musée du Louvre (1894)
- Leçons professées à l'École du Louvre (1887-1896) (3 volumes, 1899-1903)